# Şefika Ot
Şefika Ot (ur. 30 stycznia 1990) – turecka zapaśniczka walcząca w stylu wolnym. Brązowa medalistka mistrzostw śródziemnomorskich w 2010 roku.